# 艾德·伍德沃德
爱德华·加雷斯·“艾德”·伍德沃德（英語：Edward Gareth "Ed" Woodward；1971年11月9日—），英国前会计师、投资银行家、前曼聯副主席与行政總裁。

## 評價
路易斯·雲高爾：「我較荷西·摩連奴更責備自己在曼聯時的行政總裁活華特。在我看來，活華特是邪惡天才。」
荷西·摩連奴：「當人們批評艾特·活華特的工作時，我不喜歡它，因為對我來說，他是一個好人。他只是一個人，大概不像水裡的魚。他非常聰明、有禮貌、做事正確，但可能沒有為體育方面做好準備。」

## 批評
2013年，活華特主政的第一個轉會窗，曼聯從愛華頓簽入比利時中場馬魯旺·費蘭尼，但未能獲得其他轉會目標，每日電訊報稱其為“災難性”。轉會窗關閉後，一些球迷要求解僱活華特。
2014年7月，新任曼聯主帥路易斯·雲高爾抱怨曼聯過度的商業活動可能會妨礙球隊的成功，並希望對此予以平衡。
2018年夏季轉會窗結束後，媒體猜測活華特否決了時任領隊荷西·摩連奴在2017-18賽季末給他的轉會目標。這導致球會內部氣氛緊張，穆里尼奧和曼聯球迷都批評活華特沒有為球隊帶來進步。
2020年1月，一群不滿的曼聯球迷襲擊活華特位於柴郡的家，他們高呼他「將要死」的言論。其後的曼聯主場比賽中，也出現過類似的呼聲，球迷們要求活華特和球會老闆格雷澤家族離開。